# Harmadik típusú találkozások
A Harmadik típusú találkozások (eredeti címén: Close Encounters of the Third Kind) egy amerikai sci-fi film, amelyet Steven Spielberg rendezett.
A Harmadik típusú találkozások Roy Nearyről (Richard Dreyfuss), egy átlagos munkásról szól, akinek az életét gyökeresen megváltoztatja egy UFO-val való találkozás. Az idegenek ezúttal nem akarják elpusztítani a Földet, csupán kommunikálni szeretnének az emberekkel. Ez a feladat a hadseregre és az amerikai kormányra hárul.
A film 18 millió dollárból készült, és 303,8 millió dolláros bevételt hozott a pénztáraknál. Bemutatása óta kultusz- és alapfilm lett belőle, és mérföldkő a science-fiction műfajban. A filmet több tévésorozat, rövidfilm és más mozgóképek is kiparodizáltak vagy utalásokat tettek rá.
Az USA-ban 1977. november 23-án mutatták be a filmet. A magyar bemutató 1981. április 9-én volt.

## Cselekmény
Az 1970-es években játszódó történet idején a Föld több pontján különös események történnek, például több évtizede eltűnt repülőgépek és hajók jelennek meg sivatagok közepén, ám legénységük nélkül. Az eseteket több tudós, köztük Lacombe francia kutató tanulmányozza. Az Amerikai Egyesült Államokban több „közönséges” emberrel is furcsa dolgok történnek: Roy Neary például, amikor egy áramszünethez riasztják éjszaka, autójában különös fényeket és rezgéseket észlel, végül kiderül: ezt egy ufó okozza. Egy Jillian nevű fiatal nőhöz, aki egyedül neveli kisgyermekét, szintén eljönnek a földönkívüliek, és elviszik magukkal a gyermeket, aki úgy tűnik, kommunikálni tud velük. Indiában tömegek hallgatnak egy, az égből érkező rövid dallamot, amely mindössze öt hangból áll: ré, mí, dó, dó (egy oktávval lejjebb), szó (a lejjebbi oktávban). A tudósok a dallamot is vizsgálni kezdik, és felhasználják az ufókkal való kommunikációra. A francia tolmács, aki korábban térképész volt, más jelekben földrajzi koordinátákat ismer fel, amelyek a Wyoming állambeli „Ördögtorony” nevű hegyre mutatnak.
Eközben Neary lassacskán egyre inkább „megőrül”: mindenhol egy furcsa hegyet vél látni, amelyet aztán otthon el is készít magának agyagból, de nem tudja, hogy valójában mi ez. Tőle függetlenül Jillian is ugyanerről a hegyről kezd képeket festeni. Közben a hatóságok közleményt adnak ki, hogy az Ördögtorony vidékén vegyi katasztrófa történt, és ki kell telepíteni a lakosságot. Az intézkedés valódi célja, hogy civileket távol tartsák és a tudóscsoport zavartalanul átvizsgálhassák a hegy környezetét. A televízióban Neary felismeri az Ördögtornyot: ez az a hegy, amelyet mindenütt látni vél és amit megformált otthon. Erős kényszert érez, hogy odamenjen, ugyanez történik tőle függetlenül Jilliannel is. Amikor összetalálkoznak, Neary autójával mennek tovább. Az útról letérve, az útzárakat megkerülve közel jutnak a hegyhez, ám a kormány biztonsági emberei feltartóztatják őket és egy telepre viszik, tucatnyi hozzájuk hasonló ember mellé, akik szintén maguktól jöttek a hegy közelébe. Helikopterrel akarják őket távolabbra szállítani, de Neary, Jillian és még egy, addig ismeretlen társuk felszállás előtt leugrik és elindul gyalog a hegyre. Üldözésükre indulnak, de csak harmadik társukat tudják megállítani, Neary és Jillian felér a hegyre, amelynek túloldalán a tudósok és a kormány titkos bázisa áll, amelyet a földönkívüliekkel való találkozás céljából építettek fel. Hamarosan megérkezik több kisebb, majd egy nagy ufó, amellyel a már ismert dallam segítségével találják meg a kapcsolatot. Később a nagy ufó alja kinyílik, és réges-rég eltűnt emberek jönnek elő belőle, köztük Jillian kicsi fia is, majd vékony testű, nagy fejű, nagy szemű idegen lények is kiszállnak. Nearyt magukkal viszik az ufóba, amely felszáll és eltávozik.

## Szereplők
| Szerep                    | Színész              | Magyar hang (1992)           | Magyar hang (2004)            | Magyar hang (2008) |
| ------------------------- | -------------------- | ---------------------------- | ----------------------------- | ------------------ |
| Roy Neary                 | Richard Dreyfuss     | Forgács Péter                | Görög László                  | Forgács Péter      |
| Claude Lacombe            | François Truffaut    | Dunai Tamás                  | Kulka János                   | Dunai Tamás        |
| Ronnie Neary              | Teri Garr            | Prókai Annamária             | Majsai-Nyilas Tünde           | Peller Mariann     |
| Gillian Guiler            | Melinda Dillon       | Tóth Enikő                   | Bertalan Ágnes                | Bertalan Ágnes     |
| Barry Guiler              | Cary Guffey          | Vajda Marcell                | Morvay Bence                  | Penke Soma         |
| David Laughlin            | Bob Balaban          | Jakab Csaba                  | Balázs Zoltán                 | Jakab Csaba        |
| Projektvezető             | J. Patrick McNamara  | Varga Tamás / Harsányi Gábor | Forgács Péter / Balázsi Gyula | Haás Vander Péter  |
| Csapatvezető              | Merrill Connally     | Balázsi Gyula                | Kristóf Tibor                 | Perlaki István     |
| Walsh őrnagy              | Warren J. Kemmerling | Varga Tamás / Harsányi Gábor | Szersén Gyula                 | Barbinek Péter     |
| Larry Butler              | Josef Sommer         |                              | Varga T. József               | Csuha Lajos        |
| Farmer                    | Roberts Blossom      |                              | Uri István                    | Csuha Lajos        |
| Benchley őrnagy           | George DiCenzo       |                              |                               | Gyurity István     |
| Robert                    | Lance Henriksen      |                              |                               |                    |
| Jean Claude               | Philip Dodds         |                              |                               |                    |
| Brad Neary                | Shawn Bishop         | Szőke András                 | Morvay Gábor                  | Penke Bence        |
| Toby Neary                | Justin Dreyfuss      | Szalay Csongor               | Penke Bence                   | Czető Ádám         |
| Sylvia Neary              | Adrienne Campbell    |                              | Kántor Kitty                  |                    |
| Implantáló                | Amy Douglass         |                              |                               |                    |
| Implantáló                | Alexander Lockwood   |                              |                               |                    |
| Ike                       | Gene Dynarski        |                              |                               |                    |
| Mrs. Harris               | Mary Gafrey          |                              |                               |                    |
| Őr az ohio-i autópályánál | Norman Bartold       |                              |                               |                    |
| Önmaga                    | Rev. Michael J. Dyer |                              |                               |                    |
| Országúti járőr           | Roger Ernest         |                              |                               |                    |
| Katonai rendőr            | Carl Weathers        |                              |                               |                    |
| ARP projekt résztvevője   | F.J. O'Neil          |                              |                               |                    |
| ARP zenész                | Phil Dodds           |                              |                               |                    |
| Frank Taylor              | Randy Hermann        |                              |                               |                    |
| Harry Wallclage           | Hal Barwood          |                              |                               |                    |
| Matthew McMichaels        | Matthew Robbins      |                              |                               |                    |

## Magyar vonatkozások
- A film operatőre Zsigmond Vilmos.
- A földönkívüliekkel való kommunikáció során használt, öt hangból álló dallamot többször is a Kodály által is alkalmazott kézjelekkel mutogatják el, egyszer még Kodály Zoltán neve is elhangzik emiatt.

## Forgatási helyszínek

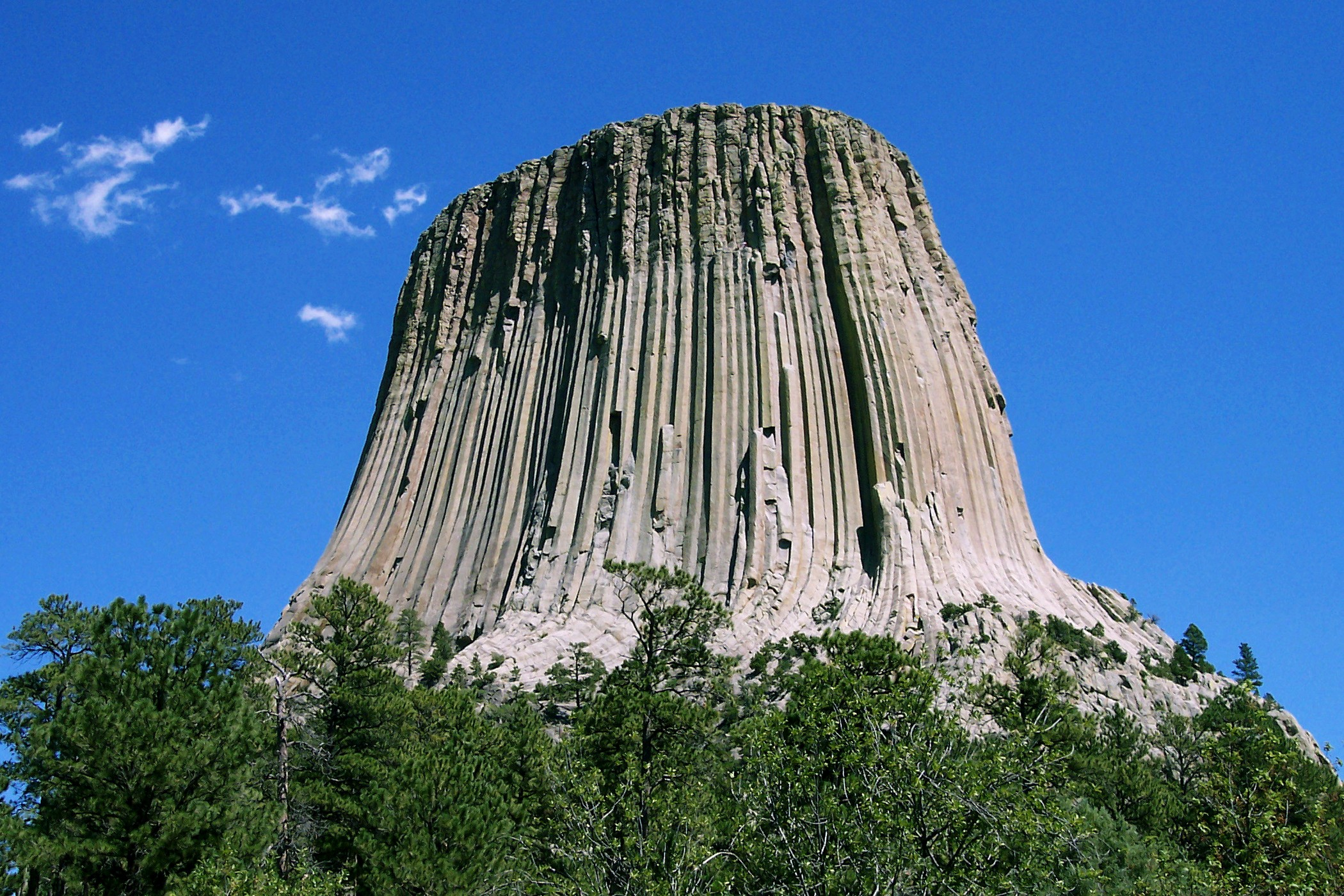
Az Ördögtorony

A film legjellegzetesebb helyszíne a Wyoming államban található Ördögtorony nevű geológiai képződmény.